# Кумаравішну II
Кумаравішну II (там. இரண்டாம் விட்ணுகோபன்) — володар Паллавів.

## Життєпис
Повідомлення про нього дещо суперечливі. Ймовріно був сином Сканда-вармана III або Сканда-вармана IV. Після смерті батька за однією версією розділив володіння з рідним братом Вішнугопа II, за іншою версією Кумаравішну II був представником старшої лінії династії, а Вішнугопа II — молодшої. Обидва правителі були рівнозначні в статусі. Також висувається версія про тотожність Кумаравішну II і Сімха-вармана II.
Стосовно періоду панування є розбіжності: за ранньою версією панував в 364—389 роках, але на тепер це ставиться під значний сумнів. За пізнішими версіями — 450-т роки або 506—516 роки. Ріші Сімхасурі або Сімхасура зробив переклад «Локавібхаги» (про ранніх Паллавів), з пракриту на санскрит. Згідно гіпотези твір був остаточно скопійований за деякий час до дати копії (пура) Муні Сарванандіном у селі Паталіка (Тіруппадіріпуліюр) у Панараштрі (область Бана); потім слідує дата завершення його перекладу. Це було на 22 році Сімхавармана, володаря Канчі, і в 80 році після 300 року сакського року — сака 380 (458 рік). Втім Сімха-варман II був ще одним, молодшим співправителем.
Разом з Вішнугопа II продовжив війни проти Чола та Тірайярів, які загалом були вдалими. Саме Кумаравішну II захоплення в останніх міста Канчіпурам, яке було перетворено на столицю Держави Паллавів. Був прихильником буддизму.
Йому спадкував син Будда-варман II.